# Gare de Fismes
La gare de Fismes est une gare ferroviaire française de la ligne de Soissons à Givet située sur le territoire de la commune de Fismes, dans le département de la Marne en région Grand Est. 
Elle est mise en service en 1862 par la Compagnie des chemins de fer des Ardennes. C'est une gare de la Société nationale des chemins de fer français (SNCF), desservie par des trains TER Grand Est.

## Situation ferroviaire
Établie à 62 m d'altitude, la gare de Fismes est située au point kilométrique (PK) 28,134 de la ligne de Soissons à Givet entre les gares de Bazoches et de Magneux - Courlandon.
Elle dépend de la région ferroviaire de Reims. Elle dispose de deux voies principales (V1 et V2) et deux quais d'une « longueur continue maximale » (longueur utile) : de 150 m pour le quai X (VI) et 150 m pour le quai Y (V2).

## Histoire
La Compagnie des chemins de fer des Ardennes met en service, le 16 avril 1862, la ligne de Reims à Soissons comprenant la gare de Fismes. Le 1er janvier 1864 la Compagnie des chemins de fer de l'Est prend le contrôle de la ligne et ses gares, suivant l'accord de fusion contracté avec la Compagnie des Ardennes le 12 mai 1857, approuvé par le décret du 11 juin 1859, et le traité du 1er mai 1863 qui avance la date effective de la fusion initialement prévue en 1866.
La Compagnie de l'Est met en service en 1894 la ligne s'embranchant à Bazoches, permettant des relations directes entre Paris et Reims via la Ferté-Milon. Cela augmente suffisamment la desserte de Fismes pour nécessiter un agrandissement du bâtiment voyageurs, l'ajout de deux ailes encadrant le corps principal est programmé en 1899.

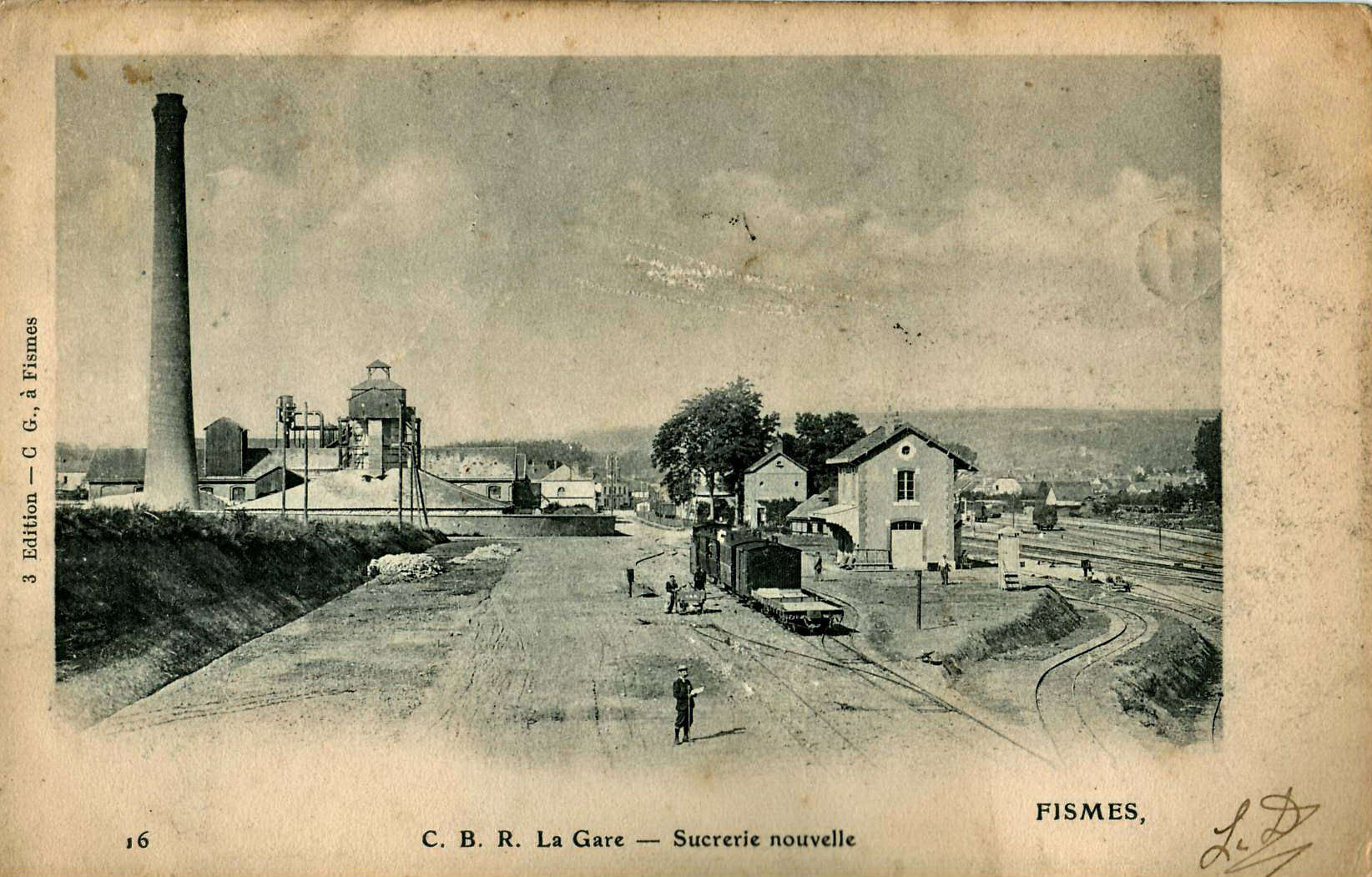
Les installations de transbordement de la gare CBR avant les destructions de la Guerre de 1914.

Le 20 mars 1903 la Compagnie des chemins de fer de la Banlieue de Reims (CBR) ouvre entre Reims et Fismes les 42 kilomètres d'une voie ferrée d'intérêt local à voie métrique. La Compagnie CBR installe une gare permettant le transbordement avec les trains de la Compagnie de l'Est.
Durant la Première Guerre mondiale, la gare et ses alentours furent ravagés. Un bâtiment de type reconstruction remplace la gare d'origine.
La desserte voyageurs a été supprimée le 6 mars 1972 (fermeture du tronçon de La Ferté-Milon à Reims)
et rétablie le 18 décembre 1981 (une des 4 lignes rouvertes à l'initiative du Ministre des transports Fiterman). 
Depuis le 3 avril 2016, il n'y a plus de transport ferroviaire de voyageurs entre Fismes et La Ferté-Milon. Les voyageurs sont acheminés en bus. La SNCF justifie cette décision par le mauvais état de la ligne ainsi que par le coût élevé d'une hypothétique rénovation de cette ligne.

## Fréquentation
Selon les estimations de la SNCF, la fréquentation annuelle de la gare figure dans le tableau ci-dessous
.
| Année                      | 2015    | 2016    | 2017    | 2018    | 2019    | 2020    | 2021    | 2022    | 2023    | 2024    |
| -------------------------- | ------- | ------- | ------- | ------- | ------- | ------- | ------- | ------- | ------- | ------- |
| Voyageurs                  | 199 571 | 195 859 | 205 140 | 184 856 | 188 429 | 168 135 | 193 288 | 242 742 | 279 864 | 277 749 |
| Voyageurs et non voyageurs | 249 464 | 244 836 | 256 425 | 231 070 | 235 537 | 210 169 | 241 610 | 303 428 | 349 830 | 347 186 |

## Service des voyageurs

### Accueil
Gare SNCF, elle dispose d'un bâtiment voyageurs, avec guichet, ouvert du lundi au samedi et fermé les dimanches et jours fériés. Elle est équipée d'automates pour l'achat de titres de transport et d'une salle d'attente.

### Desserte
Fismes est desservie par les trains TER Grand Est vers Reims.
Une liaison vers La Ferté-Milon est assurée par autocar, reprenant l'ancienne ligne de Trilport à Bazoches.

### Intermodalité
Un parc pour les vélos et un parking pour les véhicules sont aménagés.